# Znak nierówności
Znak nierówności (≤, ≥, <, >, ≠, ⩽, ⩾) – symbole matematyczne używane do zaznaczenia relacji porządku lub braku równości między dwoma elementami. Znak nierówności ostrych {\displaystyle <} i {\displaystyle >} po raz pierwszy pojawiają się w Artis Analyticae Praxis ad Aequationes Algebraicas Resolvendas (1631) Thomasa Harriota.
Zamiast znaków: {\displaystyle \leq } oraz {\displaystyle \geq } w części krajów, w tym w Polsce, stosowane są znaki {\displaystyle \leqslant } oraz {\displaystyle \geqslant .}
Według anegdoty inspiracją dla Harriota miał być tatuaż noszony przez Indianina, którego matematyk spotkał podczas swojej podróży do Ameryki.
Symbole {\displaystyle \leq } i {\displaystyle \geq } zostały zaproponowane przez Pierre’a Bouguera w 1734, chociaż wcześniej, w 1670, John Wallis zapisywał nierówności nieostre podobnie, z dodatkową linią rysowaną nad znakiem nierówności.
Nierówność zapisywana jako ~ została wprowadzona przez Leonharda Eulera.
Najczęściej przyjmowaną genezą symboli jest ich podobieństwo do strzałek na osi liczbowej. Znak > stosowany jest w zastępstwie przyrostu (grot strzałki skierowany w prawą stronę osi liczbowej oznacza zwiększanie), natomiast znak < stosowany jako zastępstwo zmniejszania (strzałka wskazująca dążenie w lewą stronę po osi liczbowej).

## Kody znaków
| Znak | Unikod | HTML                  | Math      | Nazwa unikodowa                  | Nazwa polska                  |
| ---- | ------ | --------------------- | --------- | -------------------------------- | ----------------------------- |
| <    | U+003C | &lt; &#x3C; &#60;     | <         | LESS-THAN SIGN                   | mniejsze niż                  |
| >    | U+003E | &gt; &#x3E; &#62;     | >         | GREATER-THAN SIGN                | większe niż                   |
| ≤    | U+2264 | &le; &#x2264; &#8804; | \le       | LESS-THAN OR EQUAL TO            | mniejsze niż lub równe        |
| ≥    | U+2265 | &ge; &#x2265; &#8805; | \ge       | GREATER-THAN OR EQUAL TO         | większe niż lub równe         |
| ⩽    | U+2A7D | &#x2A7D; &#10877;     | \leqslant | LESS-THAN OR SLANTED EQUAL TO    | mniejsze niż lub równe skośne |
| ⩾    | U+2A7E | &#x2A7E; &#10878;     | \geqslant | GREATER-THAN OR SLANTED EQUAL TO | większe niż lub równe skośne  |
| ≈    | U+2248 | &#x2248; &#8776;      | \approx   | ALMOST EQUAL TO                  | prawie równe                  |

Inne znaki Unikodu podobne do głównych znaków nierówności:
| Znak | Unikod | HTML                  | Math        | Nazwa unikodowa                              | Nazwa polska                             |
| ---- | ------ | --------------------- | ----------- | -------------------------------------------- | ---------------------------------------- |
| ≦    | U+2266 | &#x2266; &#8806;      | \leqq       | LESS-THAN OVER EQUAL TO                      | mniejsze niż lub równe                   |
| ≧    | U+2267 | &#x2267; &#8807;      | \geqq       | GREATER-THAN OVER EQUAL TO                   | większe niż lub równe                    |
| ⫹    | U+2AF9 | &#x2AF9; &#11001;     | brak        | DOUBLE-LINE SLANTED LESS-THAN OR EQUAL TO    | dwuliniowe mniejsze niż lub równe skośne |
| ⫺    | U+2AFA | &#x2AFA; &#11002;     | brak        | DOUBLE-LINE SLANTED GREATER-THAN OR EQUAL TO | dwuliniowe większe niż lub równe skośne  |
| ≠    | U+2260 | &ne; &#x2260; &#8800; | \neq        | NOT EQUAL TO                                 | różne                                    |
| ≉    | U+2249 | &#x2249; &#8777;      | \not\approx | NOT ALMOST EQUAL TO                          | nie prawie równe                         |